# Montgomery (Indiana)
Montgomery – miasto w Stanach Zjednoczonych, w stanie Indiana, w hrabstwie Daviess.

## Demografia
W roku 2010 miasto zamieszkiwały 343 osoby, a gęstość zaludnienia wynosiła 553,2 osoby/km². W roku 2023 liczba mieszkańców wzrosła do 782 osób, a gęstość zaludnienia przekroczyła 1261 osób/km². Na przestrzeni zaledwie 13 lat zaludnienie Montgomery zwiększyło się prawie 2,3-krotnie.